# Programme Small Explorer

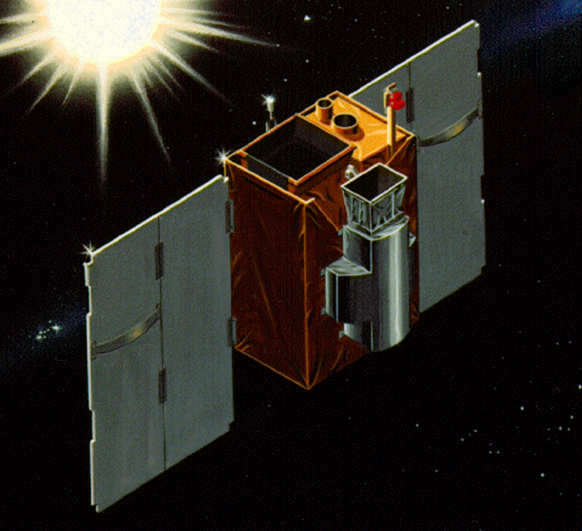
SAMPEX 3

Le programme Small Explorer (Explorateurs de petite taille) ou SMEX a été créé par l'agence spatiale américaine de la NASA pour développer des missions de satellites scientifiques dont le budget n'excède pas 120 millions $. Ce programme est directement supervisé depuis le printemps 1999 par le service chargé du programme Explorer.

## Liste des missions Small Explorer
| Sélection | Nom de la mission | Date de lancement | Mission |
| --------- | ----------------- | ----------------- | --- |
| 1989      | SAMPEX            | 3 juillet 1992    | Étude de la magnétosphère |
| 1989      | FAST              | 21 août 1996      | Étude des aurores boréales |
| 1994      | TRACE             | 2 avril 1998      | Observation solaire |
| 1989      | SWAS              | 6 décembre 1998   | Astronomie sub-millimétrique |
| 1994      | WIRE              | 5 mars 1999       | Astronomie infrarouge, la mission principale échoue à cause d'une fuite de réfrigérant |
| 1999      | RHESSI            | 5 février 2002    | Imagerie X et gamma des éruptions solaires |
| 1999      | GALEX             | 28 avril 2003     | Astronomie ultra-violette |
|           | AIM               | 25 avril 2007     | Observation des nuages noctulescents |
|           | IBEX              | 19 octobre 2008   | Observation des limites de l'héliosphère |
| 2005      | NuSTAR            | 13 juin 2012      | Astronomie rayons X durs |
| 2009      | GEMS              | vers 2014         | Astronomie rayons X durs |
| 2009      | IRIS              | vers 2012         | Étude du Soleil dans l'ultraviolet |
| 2013      | TESS              | vers 2017         | Détection de planètes telluriques en zone habitable et d'autres exoplanètes autour d'étoiles proches du Soleil |
| 2016      | IXPE              | 2021              | Étude de la polarisation du rayonnement X émis par les trous noirs, les magnétars, les pulsars, les étoiles à neutrons et les rémanents de supernova. |
| 2019      | PUNCH             | 2025              | Étude des interactions entre, d'une part les événements se produisant dans la couronne solaire et produisant le vent solaire, et d'autre part l'héliosphère. |
| 2019      | TRACERS           | 2025              | Observation du champ magnétique terrestre et des particules au-dessus du pôle Nord dans le but d'étudier comment ceux-ci réagissent aux événements solaires. |
| 2021      | COSI              | 2027              | Recensement et caractérisation des sources galactiques de rayonnement gamma doux (0,2 à 5 MeV) dans le but d'étudier les émissions produites par l'annihilation matière-antimatière, de cartographier les éléments radioactifs contribuant à la nucléosynthèse, de déterminer les mécanismes d'émission et la géométrie des sources à l'aide de mesures de polarisation et de détecter et localiser les sources multi-messagers. |